# Ernst Asmussen
Christian Ernst Asmussen (17. maj 1910 i København -?) var en dansk tennisspiller medlem af B.93.
Ernst Asmussen vandt to gange det danske mesterskaber i herredouble: i 1929 indendørs med tyskeren Hans Moldenhauer og i 1933 udendørs med Helge Plougmann.
Deltog i 1933 i herre double ved Wimbledon sammen med Anker Jacobsen, de blev slået ud i 1. runde.
Ernst Asmussen forældre var tyskere faren købmand Johann Julius Andreas Asmussen (1868-?) var født i Flensborg af danske forældre og moderen Kathe Asmussen (født Schumacher) (1884-?) var født i Hohenstein. De blev danske statsborgere 13 marts 1908, samme dag som Ernst Asmussen blev født.